# Nyköpings KK
Nyköpings KK (NKK) är en kanotklubb i Nyköping i Sverige bildad 13 juni 1933. Nyköpings KK har varit representerad på många olympiska sommarspel från 1948 till 2004 hade klubben minst en representant per spel. Även 2012 hade klubben en representant på os. Klubben har bland annat vunnit elva OS-guld. Klubbens mest framgångsrika kanotist är Gert Fredriksson som bland annat vann åtta OS-medaljer.

### Fotnoter
1. ↑  Jens Littorin (27 augusti 2004). ”I Nyköping är kanot kultur”. Dagens nyheter. http://www.dn.se/sport/i-nykoping-ar-kanot-kultur/. Läst 1 februari 2015.

2.https://www.sverigesradio.se/artikel/5554003